# Kenneth Goff

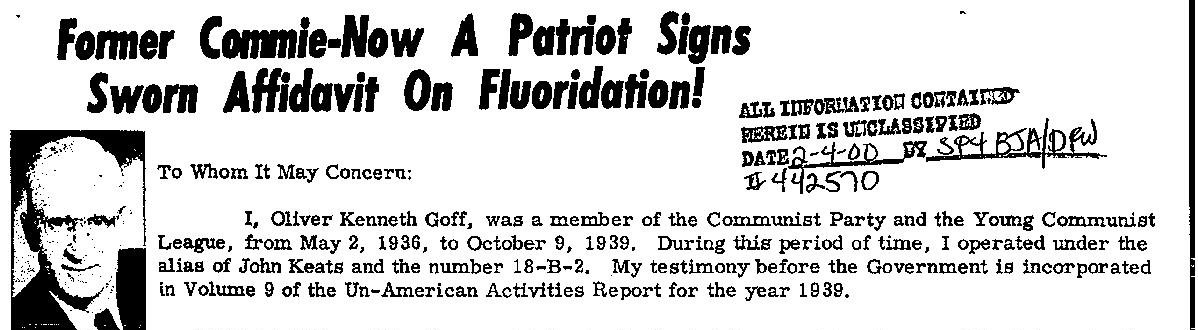
Kenneth Goff oponiendo la fluoración del agua potable

Kenneth Goff (1915-1972) es un antiguo militante comunista estadounidense que se convirtió después en un militante anticomunista.

## Biografía
Es conocido por sus ensayos autobiográficos donde denuncia al Partido Comunista de los Estados Unidos.
Fue testigo en el Comité de Actividades Antiestadounidenses de la Cámara de Representantes de los Estados Unidos, el Special Investigation Committee presidido por Martin Dies Jr bajo el nombre "Dies Committee".
Informó que los comunistas estaban a favor de la fluoración del agua potable, supuestamente utilizada en la URSS para hacer que la población se vuelva apática

## Análisis
Su vida es parecida a la de otros 2 militantes comunistas estadounidenses, Manning Johnson y Bella Dodd.

## Publicaciones
- Brainwashed Into Slavery, by Kenneth Goff, 63 pages  A book attributed by some to Kenneth Goff who obtained it from Communist Party sources. Others claim L. Ron Hubbard, the founder of the Church of Scientology wrote the book.
- They would destroy our way of life (1944) 48 pages
- Traitors in the Pulpit and Treason Toward God (1946) 61 pages
- This is My Story: Confessions of Stalin’s Agent (1948) 78 pages text Archivado el 26 de noviembre de 2013 en Wayback Machine.
- Red betrayal of youth (1948) 32 pages
- Will Russia Invade America? (1951) 63 pages
- Communism in America (1952)
- The scarlet woman of Revelation (1952) 32 pages
- One World a Red World (1952) 64 pages
- The Long Arm of Stalin (1952) 63 pages
- Hitler and the Twentieth Century Hoax (1954) 72 pages. Goff suggests Hitler was a communist agent and may have survived the fall of Berlin.
- Strange Fire (The Church, Christianity & Communism in America) (1954) hardcover
- The flying saucers: From Russia, from another planet, from God (1955) 32 pages
- Reds Promote Racial War (1958) 76 pages
- Red Shadows (1959) 93 pages
- Still 'tis Our Ancient Foe (1962)
- Red tide (1962) 63 pages
- Crackpot or crack shot (1964) 10 pages
- Satanism - the father of Communism (1968) 72 pages
- Red atrocities against Christians (1968) 63 pages
- Reds launch war to destroy white race (1969)
- From Babylon to Baruch
- Pilgrim Torch (c.1946-1967)
- Christian Battle Cry (1966-1971)
- Psicopolitica - Brainwashing Technique (Técnica Del Lavado de Cerebro), 1963

## Conferencias
- Traitors in the Pulpit, or What’s Behind the Flying Saucers – Are they from Russia, Another Planet, or God?
- Treason in our State Department
- Should we use the Atom Bomb?
- Red Secret Plot for Seizure of Denver
- Do the Reds Plan to Come by Alaska?